# Schatten über Camelot
Schatten über Camelot ist ein kooperatives Brettspiel von Serge Laget und Bruno Cathala, das Anfang 2005 in den Vereinigten Staaten und im Sommer desselben Jahres in Europa beim Spieleverlag Days of Wonder erschienen ist.
Das Spiel für 3–7 Mitspieler ist laut Verlagsangaben für Spieler ab 10 Jahren geeignet und dauert etwa 90 Minuten. Beide Angaben werden von Kritikern angezweifelt und ein Alter von mindestens zwölf Jahren empfohlen sowie eine durchschnittliche Dauer von etwa zwei Stunden angegeben. Die 2008 erschienene Erweiterung Merlins Macht ermöglicht das Spiel mit bis zu acht (bzw. neun, s. unten) Spielern und fügt neue Spielelemente hinzu (→ Abschnitt Erweiterungen).
Schatten über Camelot wurde vielfach preisgekrönt: Es erreichte 2005 Platz 7 des Deutschen Spiele Preises, bekam im selben Jahr den österreichischen Preis Spiel der Spiele in der Kategorie „Spiele für Experten“ und wurde 2006 mit einem „Sonderpreis Fantastisches Spiel“ des Kritikerpreises Spiel des Jahres ausgezeichnet. In Japan wurde es Spiel des Jahres 2005, es gewann zwei französische Spielepreise und bekam 2006 in den USA den Origins Award 2005 den Gamer’s Choice Best Board Game of the Year (Publikumskreis: bestes Brettspiel des Jahres).

## Thema und Ausstattung
Das Spiel ist in der Welt der Artusepik angesiedelt. Die Ritter der Tafelrunde – hier König Artus, Sir Gawain, Sir Kay, Sir Palomides, Sir Galahad, Sir Parzival und Sir Tristan – treffen sich in Camelot, bestehen einzeln oder gemeinsam verschiedene Questen und bekämpfen die Mächte des Bösen.
Das große Spielbrett, die ausgelagerten Spielbretter für Questen und die Aktionskarten sind genretypisch illustriert. Die Spielfiguren der Ritter, der Pikten und Sachsen als Invasoren, der Reliquien – Excalibur, Lanzelots Rüstung und der Heilige Gral – und der Belagerungsmaschinen sind detailreich aus Kunststoff gefertigt, die als Wertungspunkte dienenden weißen und schwarzen Schwerter aus Pappe.

## Spielprinzip
Wie bei jedem kooperativen Spiel kämpfen die Mitspieler gemeinsam gegen das Spiel als solches. Sie können nur gemeinsam gewinnen oder verlieren. Direkte Kommunikation – etwa über bestimmte auf der Hand gehaltene Karten – ist nicht erlaubt, Andeutungen sind jedoch ausdrücklich erwünscht. Auf diese Weise soll eine Atmosphäre entstehen, in der die Spieler ihre Spielfiguren, die Ritter der Tafelrunde, auch durch die Kommunikation am Spieltisch darstellen und so tiefer in die Spielwelt eintauchen. Um mitzuteilen, dass man die passenden Karten auf der Hand habe, wird empfohlen etwas zu sagen wie: „Meine Männer sind stark und stehen bereit, my Lord!“ Um zukünftige Aktionen anzukündigen, könne man etwa äußern: „Ich habe gehört, dass diese furchtbaren Sachsen wieder im Anmarsch sind – ich werde ihnen den Garaus machen!“ Indem jeder Spieler einen der Ritter der Tafelrunde mit individuellen Fähigkeiten und Schwächen verkörpert, kommen Elemente von Rollenspielen zum Tragen. Auch Charaktereigenschaften, Lebenspunkte und Würfel erinnern an diese Spielgattung, kommen jedoch im Interesse eines schnellen Spielablaufs vergleichsweise stark eingeschränkt zum Einsatz.
Das kooperative Spielprinzip wird bei Schatten über Camelot durchbrochen durch die nach dem Zufallsprinzip vergebene oder nicht vergebene Rolle des Verräters. So lange der Verräter nicht enttarnt ist, hat er die Aufgabe, die Spieler heimlich in eine Niederlage zu führen und so selbst zu gewinnen. Wird er enttarnt, kommt es zu einem Endspiel, in dem das kooperative Element aufgegeben wird und der Verräter offen die „Getreuen“ in ihren Aktionen behindert.
Zu jeder Zeit des Spiels finden verschiedene Konflikte und Aufgaben („Questen“) gleichzeitig statt. Jeder Spieler entscheidet, wo er mit seinen Fähigkeiten und den Karten auf seiner Hand den größten Erfolg haben kann. Ständige Aufgaben sind der Kampf gegen Pikten und Sachsen, eine Belagerungsarmee und den Schwarzen Ritter. Die einmaligen Questen sind die Suche nach dem Heiligen Gral, der Fund des mächtigen Schwertes Excalibur, Sir Lancelots Rüstung und der Kampf gegen den Drachen.

## Zielgruppe
Schatten über Camelot hebt sich durch das kooperative Spielprinzip von anderen Brett- und Gesellschaftsspielen ab. Die Interaktion zwischen den Spielern ist spielentscheidend. Ein Interesse am phantastisch geprägten Thema des Spiels ist nicht zwingend erforderlich, aber hilfreich, um sich in die verschiedenen Handlungsoptionen einzudenken.

## Erweiterungen
In einigen Spielemagazinen wurde 2006 ein weiterer Ritter, Sir Bedivere mit spezifischen Eigenschaften, einer Spielfigur und einer Charakterkarte beigelegt, der die mögliche Spieleranzahl auf acht Spieler oder die Auswahl der Charaktere für weniger Mitspieler erweitert. Die Charakterkarte kann auch von der Webseite des Verlags heruntergeladen werden. Sir Bedivere ist auch in der Erweiterung A Company of Knights zusammen mit vollständig bemalten Spielfiguren der sieben ursprünglichen Ritter enthalten. Eine inoffizielle Erweiterung eröffnet die Möglichkeit, Mordred als neunten Charakter einzuführen, der dann automatisch der Verräter ist. Das Zufallsprinzip mit den Loyalitätskarten und die Suche nach dem Verräter entfallen dann.
Im Juni 2008 erschien die Erweiterung Merlins Macht, die mit einigen neuen Karten, neuen Ritter-Charakteren (die mit den alten Figuren verwendet werden) und einer Merlin-Figur ausgestattet ist, außerdem ebenfalls die Ritterfigur Sir Bediveres mit dessen Charakterkarte und Würfel enthält. Es werden keine zusätzlichen Aufgaben („Questen“) für die Ritter eingeführt. Stattdessen gestaltet die Erweiterung – neben der Einführung zusätzlicher hilfreicher und schädlicher Karten – insbesondere die Bewegung der Figuren nach einem neuen Modus. Die Erweiterung wird meist als gelungen beurteilt, sei aber nicht so umfangreich, dass sie die Packungsgröße und den Preis rechtfertige.